# Ruisseau de Bagas
Pour les articles homonymes, voir Bagas.
Le Ruisseau de Bagas est une rivière du sud de la France sous-affluent du Tarn et de la Garonne.

## Géographie
De 21,1 km de longueur, il prend sa source sur la commune de Montfa dans le Tarn et se jette dans l'Agout en rive droite sur la commune de Vielmur-sur-Agout

## Départements et villes traversées
- Tarn : Montfa, Jonquières, Cuq, Peyregoux, Lautrec, Vielmur-sur-Agout.

## Principaux affluents
- Ruisseau de Saborgues, 5,6 km
- Ruisseau de la Prade, 1,7 km
- Ruisseau Davizols, 1,9 km
- Ruisseau de Gandalives, 4,6 km
- Ruisseau de Poulobre, 10 km
- Ruisseau de Merdalou, 8,7 km